# Cantata misericordium
Cantata misericordium, Op. 69, è una cantata del 1963 del compositore britannico Benjamin Britten. Il suo unico movimento è basato sulla Parabola del buon samaritano e fu composta per il centenario della Croce Rossa.

## Storia e testo
Questa cantata è stata composta nel 1963 per il centenario della Croce Rossa.
Il testo latino di Patrick Wilkinson racconta la parabola biblica del buon samaritano. Poiché il lavoro doveva essere presentato in anteprima ad un evento internazionale, Britten pensava che il latino sarebbe stato la lingua più appropriata. Inizialmente aveva inteso utilizzare il testo biblico o un adattamento medievale, ma il Comitato internazionale della Croce Rossa obiettò che un testo esplicitamente religioso sarebbe stato inappropriato per celebrare un'organizzazione con una ferma posizione non settaria. Per risolvere questo problema, Britten contattò Wilkinson, un professore di latino presso l'Università di Cambridge, per creare un libretto per l'opera. Il testo risultante è "un po' 'accademico' e privo di qualità poetiche ovviamente espressive", ma si distingue per la sua "fraseologia latina classica, recondita e raffinata".
Il lavoro fu presentato in prima assoluta a Ginevra il 1º settembre 1963 dai solisti Peter Pears e Dietrich Fischer-Dieskau, con il Motet de Genève e l'Orchestre de la Suisse Romande, diretti da Ernest Ansermet. Fu eseguito di nuovo ai Proms più tardi quel mese, diretta dallo stesso Britten.

## Composizione
Cantata misericordium è scritta per tenore e baritono solista, coro SATB, quartetto d'archi, orchestra d'archi, pianoforte, arpa e timpani.
Il lavoro è in un unico movimento con "una struttura altamente unificata costruita con brevi sezioni interconnesse". La sua tonalità è in gran parte fa diesis maggiore, ma con un re maggiore nei bassi.

## Analisi
Eric Roseberry descrive questo pezzo come "l'ennesimo capolavoro minore in cui ancora una volta l'abilità [di Britten] e la sua scienza nel comporre oggettivano la sua sensibilità poetica unica".
Dean Jobin-Bevans suggerisce che lo stile compositivo di Britten prevede due potenziali interpretazioni del lavoro: pacifista, come nel suo precedente War Requiem e tendente al queer.